# Max Lee
Pour les articles homonymes, voir Lee.
Max Lee, né le 9 janvier 1988 à Hong Kong, est un joueur professionnel de squash représentant Hong Kong. Il atteint en décembre 2015 la 12e place mondiale sur le circuit international, son meilleur classement. Il est champion d'Asie en 2017.

## Biographie
Sa principale performance se déroule en 2016 à l'Hong Kong Open quand il est le premier joueur local à atteindre la demi-finale de ce prestigieux tournoi, seulement battu par l'ancien champion du monde et futur vainqueur Ramy Ashour. Il prend sa retraite sportive en août 2022.

## Palmarès

### Titres
- Open de Pittsburgh : 2018
- Canada Squash Cup : 2018
- Open de Macao : 2015
- Championnats d'Asie : 2017
- Championnats de Hong Kong : 2 titres (2011, 2014)[4]
- Championnats d'Asie par équipes : 2018

### Finales
- Open de Macao : 2016
- Malaysian Open Squash : 2014
- Open de Chine : 2008